# حياتي كخدعة (رواية)
حياتي كخدعة (بالإنجليزية: My Life as a Fake)‏ هي رواية للكاتب الأسترالي بيتر كاري، نشرت عام 2003، عن دار نشر كنوبف في أستراليا والولايات المتحدة وفيبر آند فيبر في المملكة المتحدة.